# 美濃站
美濃站（日语：／ Mino eki */?）是位於岐阜縣美濃市廣岡町，名古屋鐵道美濃町線的車站（廢站）。

## 概要
隨著美濃町線新關站至此站之間部分區間廢除。此站在1999年（平成11年）4月1日廢除。由於此站較早時期廢除，因此在車站廢除前，站內沒有一些企業識別（CI）的標誌。在此站廢除外至2005年（平成17年）4月1日美濃町線全線廢除前，新關站至關站之間由長良川鐵道越美南線成為了替代交通服務。

## 歷史
此站從前位處於長良川中流位置的上有知町，該處為河運的重要據點。而在1894年（明治27年），已經計劃建設鐵路線連接岐阜市區與此處。而實際直至明治末期的1911年（明治44年），美濃電氣軌道才真正開始動工敷設鐵路線。該路線就是美濃町線的前身。而該路線的終點站名為上有知站（日语：／），站名取自町名「上有知」。在開業不久，由於上有知町改名為美濃町，因此車站名稱也相應改為美濃町站（日语：／）。另外，車站廢除前的位置是在現在美濃市廣岡町路口附近，而在車站啟用後不久已經遷移300米。
後來在1923年（大正12年），當地開設了國鐵越美南線（現時：長良川鐵道越美南線）的美濃町站（現時：美濃市站）。為了該此站連接國鐵車站，因此再次進行遷移，車站名稱改為新美濃町站（日语：／）。車站名稱在1954年（昭和29年）改名為美濃站，這是由於同年美濃町在合併下變為美濃市。在1970年（昭和45年），岐阜市內開設了田神線。使此站開設了直通列車，從此站途田神線前往新岐阜站（現時：名鐵岐阜站）。可是由於美濃町線的班次較難準時行走，因此乘客開始改為使用巴士或私家車。隨著汽車社會繼續發展，使美濃町線末端的客量變得更加冷清，最後在1999年（平成11年），新關站至此站之間先行廢除，此站也變為廢站。

### 年表
- 1911年（明治44年）
  - 2月11日 - 美濃電氣軌道神田町站（後來名為岐阜柳瀨站）至此站之間開通，上有知站（日语：／）啟用[1][7]。
  - 4月1日 - 車站改名為美濃町站（日语：／）[7]。
  - 7月24日 - 隨著路線延長而車站需要遷移[7]。
- 1923年（大正12年）10月1日 - 車站再度遷移，並再改名為新美濃町駅（日语：／）[7]。（現存）的站房開始使用[1]。
- 1930年（昭和5年）8月20日 - 美濃電氣軌道與名古屋鐵道（第一代。同年中改名為名岐鐵道，在1935年起再改名為名古屋鐵道）合併。成為名古屋鐵道的美濃町線車站[7]。
- 1954年（昭和29年）10月1日 - 車站再改名為美濃站[7]。
- 1970年（昭和45年）6月25日 - 前往新岐阜站（現時：名鐵岐阜站）的急行班次開始營運。
- 1975年（昭和50年）9月16日 - 急行班次被廢除[7]。
- 1983年（昭和58年）6月15日 - 此站至新關站之間於日間時段的班次開始改為一人控制[7]。
- 1999年（平成11年）4月1日 - 美濃町線新關站至此站之間廢除，此站也變為廢站[9]。
- 2005年（平成17年）2月9日 - 站房、月台和路軌被登錄至國家登錄有形文化財（在官報的告示中是指出同年2月28日）[10][11]。

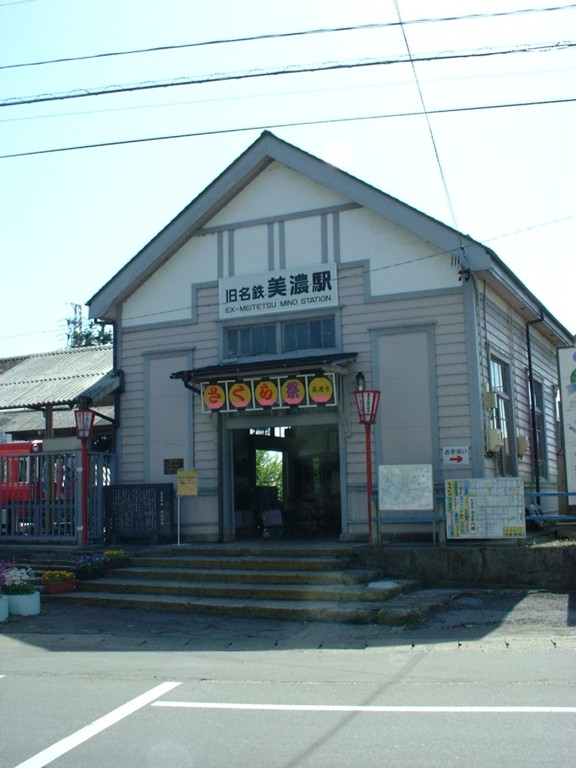
站房（2004年）
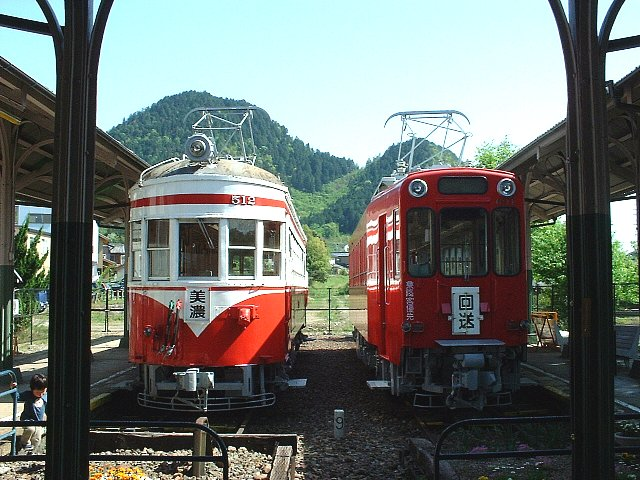
Mo512和Mo601（2004年）
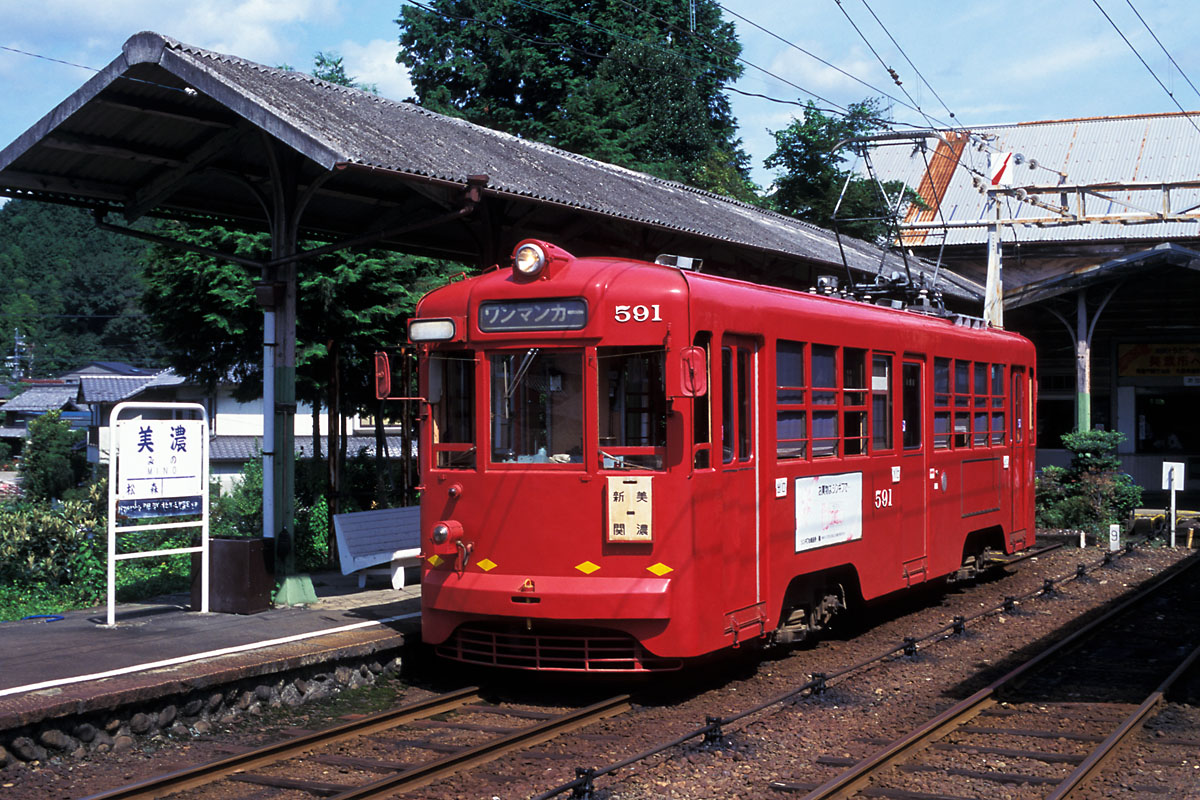
現役時代末期的美濃站內（1998年8月4日）

## 車站構造

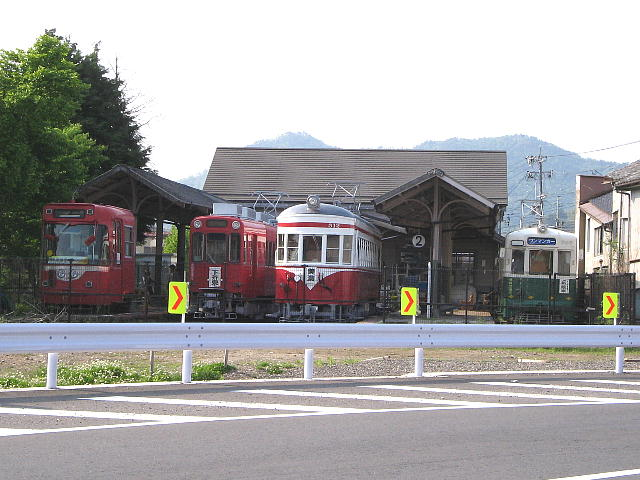
展示車輛全景（2008年4月）

截至車站廢除前，此站是地面車站，設有2面2線的港灣式月台。在新關一方的左手邊設有3條留守線。曾經在留守線該處為車庫，名為美濃町分庫，美濃町線電車的日常檢査會在該處進行。在昭和30年代，車輛檢查作業集中在岐阜工場進行。
在車站廢除後，站內放置了Mo510形512號（在2015年（平成27年）3月12日至2016年（平成28年）2月27日之間被借出至黑野站）、Mo600形601號、Mo590形593號（這些車輛還有座位）和Mo870形876號（這車輛只有部分車身）作靜態保存。曾經在月台外側設有貨物專用的路軌，當時的月台配置為2面4線。
舊站房曾經成為一間紀念館，該紀念館由售賣鐵路與巴士商品管理。在紀念館內售賣與鐵路相關的商品與書籍。在2013年（平成25年）2月尾結束管理紀念館「但是仍然存在，繼續會舉辦活動）。現時，站房等站內設施由保存會管理與保存。在2019年（令和元年）5月，於舊站房前建立了一牌歌碑，歌碑上的歌曲是由美濃市出身歌手野口五郎所演歌的「私鐵沿線」。另外，隨著野口出道50周年紀念而發售的「光之道」（可苦可樂小淵健太郎作詞作曲）之MV在舊站房取景。

### 配線圖
| ← 新關方向      | 美濃站 站內配線略圖 |  |
| 图例 参考文献： |                     |  |

## 使用狀況
- 在中提及在1992年度，當時1日平均上下車人次為964人，為除岐阜市內線均一車費區間內各站（岐阜市內線、田神線、美濃町線徹明町站至琴塚站之間）外名鐵所有車站（342站）中排名第225，美濃町線日野橋至美濃之間（14站）排名第2[2]。

## 車站周邊
- 長良川鐵道越美南線 美濃市站 - 國鐵美濃町站在1923年（大正12年）開業。該站距離市區較近。
- 美濃市立美濃中學（日语：美濃市立美濃中学校）
- 美濃市政廳
- 美濃郵局（日语：美濃郵便局）

## 相鄰車站
名古屋鐵道
美濃町線
松森－美濃
- 在1960年（昭和35年）前，此站與松森站之間曾經設有美濃町站前站。

## 注腳
1. 1 2 3 4 5 6  杉崎行恭. . 山和溪谷社. 2020-03-10: 86. ISBN 978-4-635-82209-1 （日语）.
2. 1 2  名古屋鐵道廣報宣傳部（編）. . 名古屋鐵道. 1994: 651–653.
3. 1 2 3  . 中日新聞Web. 2020-07-24  [2022-01-30]. （原始内容存档于2020-09-15） （日语）.
4. 1 2 3  . 岐阜新聞Web. 2021-10-12  [2022-01-30]. （原始内容存档于2021-12-14） （日语）.
5. 1 2  . 鄉土出版社. 1997: 20–21. ISBN 4-87670-097-4 （日语）.
6. 1 2 3  . 鄉土出版社. 1997: 32. ISBN 4-87670-097-4 （日语）.
7. 1 2 3 4 5 6 7 8 9 10  . 鄉土出版社. 1997: 219–230. ISBN 4-87670-097-4.
8. 1 2 3  川島令三. . 名古屋北部・岐阜篇 1. 草思社. 1997: 173–176. ISBN 4-7942-0796-4.
9. ↑  今尾惠介（監修）.  7 東海. 新潮社. 2008: 51–52. ISBN 978-4-10-790025-8 （日语）.
10. ↑   - 線上文化遺產（文化廳） （日語）
11. ↑   - 線上文化遺產（文化廳） （日語）
12. 1 2  川島令三. . 名古屋北部・岐阜篇 1. 草思社. 1997: 185–186. ISBN 4-7942-0796-4 （日语）.
13. ↑  清水武; 田中義人. . Alpha Beta Books. 2019: 146. ISBN 978-4865988482 （日语）.
14. ↑  . 大野町. 2015-04-24  [2016-07-07]. （原始内容存档于2015-09-23） （日语）.
15. ↑   (PDF). 黒野駅レールパーク. 2016年2月27日  [2017年5月17日]. （原始内容 (PDF)存档于2016年2月12日） （日语）.
16. ↑  ぎふの旅ガイド 旧名鉄美濃駅 （页面存档备份，存于） - 岐阜県観光連盟
17. ↑  . 日刊スポーツ. 2020-06-05  [2022-01-30]. （原始内容存档于2023-05-07） （日语）.
18. ↑  電氣車研究會，《鐵道畫刊》通卷第473號 1986年12月 臨時增刊号 「特集 - 名古屋鐵道」，附図「名古屋鐵道路線略圖」

## 外部連結
- 舊名鐵美濃線美濃站 （页面存档备份，存于）（日語）
- - 國指定文化財等數據庫（日語）